# Эшче
Эшче (тат. Эшче) — деревня в Мамадышском районе Республики Татарстан, входит в состав Верхнеошминского сельского поселения. Население преимущественно занимается сельским хозяйством.

## История
Со слов старожилов деревня Муртаза основана Муртаза-бабаем, который в 1922 году переселился из деревни Старый Кумазан. Его примеру последовали многие односельчане и деревня начала разрастаться. В 30-х годах жители деревни создали колхоз «Эшче», с этого времени деревня получает официальное название — Эшче. Однако в народе её по прежнему именуют — Муртаза. В настоящее время деревня вымирает, на 2014 год там постоянно проживало всего две семьи.